# Чкаловское сельское муниципальное образование
Чкаловское сельское муниципальное образование — сельское поселение в Кетченеровском районе Калмыкии. Административный центр - посёлок Чкаловский.

## География
Тугтунское СМО расположено в центральной части Кетченеровского района в пределах Сарпинской низменности на площади 111 398га (17 % территории РМО).
СМО граничит:
- на севере — с Тугтунским СМО;
- на западе — с Кетченеровским СМО и Гашун-Бургустинским СМО;
- на юго-западе — с Ергенинским СМО;
- на юге — с Алцынхутинским СМО;
- на юго-востоке — с Сарпинским СМО;
- на востоке — с Октябрьским районом.

## Население
| 2002  | 2010  | 2011  | 2012  | 2013  | 2014 | 2015 |
| ----- | ----- | ----- | ----- | ----- | ---- | ---- |
| 1079  | ↗1080 | ↘1076 | ↘1040 | ↘1003 | ↘995 | ↗996 |
| 2016  | 2017  | 2018  | 2019  | 2020  | 2021 |      |
| ↗1021 | ↗1031 | ↗1033 | ↘1018 | ↘968  | ↗972 |      |

Население СМО (на 01.01.2012 г.) составляет 1 040 чел. или 10,2 % населения РМО. Большая часть населения СМО проживает в посёлке Чкаловский. Плотность населения в СМО составляет 0,93 чел./км².
Отмечается естественная убыль населения на уровне — 4 чел/год на 1000 жителей. Соотношение мужчин и женщин составляет, соответственно, 600 чел (58 %) и 440 чел или 42 % (преобладает мужское население).
Национальный состав: калмыки — 94,2 %, русские — 4,5 %, другие национальности — 1,3 %.

## Состав сельского поселения
| № | Населённый пункт | Тип населённого пункта          | Население |
| - | ---------------- | ------------------------------- | --------- |
| 1 | Дашман           | посёлок                         | ↘55       |
| 2 | Сараха           | посёлок                         | ↗84       |
| 3 | Чкаловский       | посёлок, административный центр | ↘635      |
| 4 | Эвдык            | посёлок                         | ↗266      |

## Экономика
Основная отрасль экономики поселения — сельское хозяйство со специализацией на животноводстве. Ведущим сельскохозяйственным предприятием в СМО является ОАО ПЗ РГУП «Чкаловский». Кроме того, хозяйственную деятельность со специализацией на животноводстве (преимущественно) и растениеводстве в СМО ведут 38 КФХ и 93 ЛПХ.